# Greenfield (Wisconsin)
Greenfield ist eine Stadt (mit dem Status „City“) im Milwaukee County im Südosten des US-amerikanischen Bundesstaates Wisconsin. Das U.S. Census Bureau hat bei der Volkszählung 2020 eine Einwohnerzahl von 37.803 ermittelt.
Greenfield ist Bestandteil der Metropolregion Milwaukee.

## Geografie
Greenfield liegt auf 42°57'47" nördlicher Breite und 87°59'45" westlicher Länge und erstreckt sich über 29,7 km². Die Stadt liegt am Root River, 13,2 km südwestlich der Großstadt Milwaukee.
In Greenfield treffen die in West-Ost-Richtung verlaufende Interstate 43 und der von Nord nach Süd führende vierspurig ausgebaute U.S. Highway 45 aufeinander.
Greenfield liegt 12,2 km westlich des Milwaukee Mitchell International Airport von Milwaukee.
Neben Milwaukee sind die nächstgelegenen größeren Städte West Allis (6,1 km nördlich), Brookfield (19,9 km nordwestlich), Waukesha (24,9 km westnordwestlich), Franklin (9,5 km südlich) und Racine (41,5 km südöstlich).

## Geschichte
Greenfield wurde als letzter Gemeinde im Milwaukee County der offizielle Status einer selbstständigen Kommune verliehen. Im Jahr 1957 erfolgte die Verleihung des offiziellen Status einer „City“. Die Konstituierung der Stadt erfolgte als Antwort auf die Ausdehnung der benachbarten Großstadt Milwaukee auf die damalige Town(ship) Greenfield.

## Bevölkerung
Nach der Volkszählung im Jahr 2010 lebten in Greenfield 36.720 Menschen in 16.860 Haushalten. Die Bevölkerungsdichte betrug 1236,4 Einwohner pro Quadratkilometer. In den 16.860 Haushalten lebten statistisch je 2,13 Personen.
Ethnisch betrachtet setzte sich die Bevölkerung zusammen aus 88,6 Prozent Weißen, 2,3 Prozent Afroamerikanern, 0,7 Prozent amerikanischen Ureinwohnern, 3,9 Prozent Asiaten sowie 2,2 Prozent aus anderen ethnischen Gruppen; 2,3 Prozent stammten von zwei oder mehr Ethnien ab. Unabhängig von der ethnischen Zugehörigkeit waren 8,4 Prozent der Bevölkerung spanischer oder lateinamerikanischer Abstammung.
17,6 Prozent der Bevölkerung waren unter 18 Jahre alt, 61,9 Prozent waren zwischen 18 und 64 und 20,5 Prozent waren 65 Jahre oder älter. 52,4 Prozent der Bevölkerung waren weiblich.
Das mittlere jährliche Einkommen eines Haushalts lag bei 51.103 USD. Das Pro-Kopf-Einkommen betrug 29.395 USD. 7,7 Prozent der Einwohner lebten unterhalb der Armutsgrenze.

## Bekannte Bewohner
- Jonathan Dekker (geb. 1983) – American-Football-Profi (Pittsburgh Steelers, Florida Tuskers) – geboren in Greenfield
- Hisonni Johnson (geb. 1984) – Schauspieler – wuchs in Greenfield auf
- Alan Kulwicki (1954–1993) – Rennfahrer (NASCAR) – geboren in Greenfield
- Matt Turk (geb. 1968) – American-Football-Profi, spielte in verschiedenen NFL-Teams – geboren in Greenfield